# Luma monomma
Luma monomma là một loài bướm đêm trong họ Crambidae.